# Norma Dumont
Norma Dumont (Belo Horizonte, 1 de outubro de 1990) é uma lutadora brasileira de artes marciais mistas, que compete nas divisões peso-galo e peso-pena do Ultimate Fighting Championship.

## Vida pessoal
O pai de Norma abandonou sua mãe e suas três irmãs quando ela tinha 4 anos.[carece de fontes?] Aos 13, Norma começou a treinar Jiu Jitsu. Entreanto, ela parou de treinar para trabalhar como secretária. Aos 19 anos, ela voltou a treinar e decidiu continuar com sua carreira de MMA.

## Carreira no MMA

### Ultimate Fighting Championship
Dumont fez sua estreia pela organização no dia 29 de fevereiro de 2020 no UFC Fight Night 169 contra Megan Anderson. Ela perdeu por nocaute no primeiro round.
Ela fez sua segunda luta no UFC contra Ashlee Evans-Smith em 28 de novembro de 2020 no UFC on ESPN: Smith vs. Clark. Ela perdeu a luta por decisão dos juízes.

## Cartel no MMA
| Cartel no MMA   |            |            |
| 10 lutas        | 8 vitórias | 2 derrotas |
| Por nocaute     | 0          | 1          |
| Por finalização | 2          | 0          |
| Por decisão     | 6          | 1          |

| Res.    | Cartel | Oponente                  | Método                  | Evento                                    | Data       | Round | Tempo | Local                  | Notas                                       |
| ------- | ------ | ------------------------- | ----------------------- | ----------------------------------------- | ---------- | ----- | ----- | ---------------------- | ------------------------------------------- |
| Vitória | 8–2    | Danyelle Wolf             | Decisão (unânime)       | UFC 279: Diaz vs. Fergusson               | 10/09/2022 | 3     | 5:00  | Las Vegas, Nevada      |                                             |
| Derrota | 7–2    | Macy Chiasson             | Decisão (dividida)      | UFC 274: Oliveira vs. Gaethje             | 07/05/2022 | 3     | 5:00  | Phoenix, Arizona       | Dumont não bateu o peso.                    |
| Vitória | 7–1    | Aspen Ladd                | Decisão (unânime)       | UFC Fight Night: Ladd vs. Dumont          | 16/10/2021 | 5     | 5:00  | Las Vegas, Nevada      |                                             |
| Vitória | 6–1    | Felicia Spencer           | Decisão (dividida)      | UFC Fight Night: Font vs. Garbrandt       | 22/05/2021 | 3     | 5:00  | Las Vegas, Nevada      |                                             |
| Vitória | 5–1    | Ashlee Evans-Smith        | Decisão (unânime)       | UFC on ESPN: Smith vs. Clark              | 28/11/2020 | 3     | 5:00  | Las Vegas, Nevada      | Luta no Peso Galo; Dumont não bateu o peso. |
| Derrota | 4–1    | Megan Anderson            | Nocaute (soco)          | UFC Fight Night: Benavidez vs. Figueiredo | 29/02/2020 | 1     | 3:31  | Norfolk, Virginia      | Estreia no Peso Pena.                       |
| Vitória | 4–0    | Mariana Morais            | Decisão (majoritária)   | Shooto Brazil 86                          | 05/08/2018 | 3     | 5:00  | Rio de Janeiro         |                                             |
| Vitória | 3–0    | Erica Leidianny Ribeiro   | Finalização (mata-leão) | Federação Fight 5                         | 16/09/2017 | 1     | 3:43  | Belo Horizonte         |                                             |
| Vitória | 2–0    | Patricia Borges Fernandes | Decisão (unânime)       | Jungle Fight 91                           | 15/07/2017 | 3     | 5:00  | Contagem, Minas Gerais |                                             |
| Vitória | 1–0    | Tainara Lisboa            | Finalização (mata leão) | Jungle Fight 90                           | 03/09/2016 | 1     | 2:58  | São Paulo              |                                             |